# Amaxia pseudamaxia
Amaxia pseudamaxia är en fjärilsart som beskrevs av Rothschild 1917. Amaxia pseudamaxia ingår i släktet Amaxia och familjen björnspinnare. Inga underarter finns listade i Catalogue of Life.